# Escramblasa
L'escramblasa, en anglès: Scramblase, és una proteïna responsable de la translocació de fosfolípids entre les dues monocapes d'una capa bilipídica de la membrana cel·lular. En els humans, les escramblases fosfolípides (PLSCRs) constitueixen una família de cinc proteïnes homòlogues que s'anomenen hPLSCR1–hPLSCR5. L'escramblasa és un enzim present en la membrana cel·lular, que poden transportar (scramble/"remenar") els fosfolípids carregats negativament des de la capa interna a la capa externa i vice versa.